# Samalapuram
Samalapuram é uma panchayat (vila) no distrito de Coimbatore, no estado indiano de Tamil Nadu.

## Demografia
Segundo o censo de 2001,  Samalapuram  tinha uma população de 14,816 habitantes. Os indivíduos do sexo masculino constituem 51% da população e os do sexo feminino 49%. Samalapuram tem uma taxa de literacia de 65%, superior à média nacional de 59.5%: a literacia no sexo masculino é de 67% e no sexo feminino é de 62%. Em Samalapuram, 10% da população está abaixo dos 6 anos de idade.